# KZ Bredow
Das KZ Bredow, auch Konzentrationslager Vulkanwerft genannt, befand sich in Bredow (heute: Drzetowo), einem Stadtteil von Stettin. Es wurde am 20. Oktober 1933 auf dem Abbruchgelände der 1928 stillgelegten AG Vulcan Stettin am Ufer der Oder errichtet, auf Veranlassung des kurz zuvor zum Polizeipräsidenten ernannten SS-Oberführers Fritz Karl Engel. Lagerkommandant war der promovierte Jurist und SS-Sturmbannführer Joachim Hoffmann, Außendienstleiter der regionalen Gestapo-Stelle.

## Geschichte
Das KZ Bredow war reichsweit das späteste der frühen bzw. „wilden“ Konzentrationslager, die im Laufe des Jahres 1933, unmittelbar nach der nationalsozialistischen Machtergreifung errichtet wurden. Es war mit bis zu 40 Insassen ein sehr kleines Lager, zeichnete sich jedoch durch die außergewöhnliche Brutalität aus, die das Wachpersonal der SS gegenüber den Häftlingen anwandte. Einzelne misshandelte Häftlinge verfügten über Kontakte zu Personen mit Einfluss auf NS-Führer. So wandte sich der ehemalige Generalfeldmarschall August von Mackensen in einem Brief an Göring, worauf beim Landgericht Stettin mit Unterstützung Görings und der Gestapo gegen Hoffmann, Gustav Fink, Fritz Pleines und drei weitere SS-Wachen Anklage erhoben wurde. Alle Angeklagten wurden verurteilt, „weil sie aus reinem Sadismus heraus in unmenschlicher Weise ihre Opfer bis zum Äußersten gequält“ hatten, auch nachdem die Notwendigkeit der Sicherung von Volk und Staat entfallen war. Am 11. März 1934 wurde das Lager auf Veranlassung des Preußischen Staatsministeriums geschlossen. Am 30. Juni 1934 wurden Hoffmann, Fink und Pleines im Zuge der Röhm-Affäre erschossen.